# Efekt geomagnetyczny
Efekt geomagnetyczny – zjawisko odchylania torów promieni kosmicznych wywołane magnetyzmem Ziemi. Efekt powoduje, że na małych szerokościach geograficznych natężenie promieniowania kosmicznego jest mniejsze o ok. 10% od przeciętnego.